# Alahalli, Kolar
Alahalli là một làng thuộc tehsil Kolar, huyện Kolar, bang Karnataka, Ấn Độ.